# 寂花の雫
『寂花の雫』（じゃっかのしずく）は、日本の作家である花房観音による小説、性愛小説。
2012年8月15日に実業之日本社〈実業之日本社文庫〉より書き下ろしで刊行された。2013年、『萌えいづる』の発刊に合わせて、池永康晟による画を使った全面帯が付けられる。
小説家の桜木紫乃は、「本作でも著者の修羅を想像させる文章が随所に挟み込まれている」「本作には著者の哲学が詰まっている」と評価している。官能作家の瀬井隆は、「これは文学だとか、いやそうではないといった次元を軽く飛び越える力を持った、万人が認めるであろう作品である」と評している。花房は本作について、「平家物語ゆかりの大原を舞台にして、建礼門院徳子の話を下敷きに書いてみた」と語っている。

## あらすじ

### 第1章 睦月――椿
1月の終わりに、民宿〈遠山荘〉を営む珠子は、京都の大原にある宝泉院を訪れる。珠子は、宝泉院にある血天井を眺めるのが好きだった。珠子は、4年前の3月に、〈枡屋〉という旅館を経営していた父と、婿養子であった夫を同時に事故で亡くした。父と夫が車で大原へ向かっていたとき、車ごと川に落ちた。車を運転していたのは、憲仁だった。母は珠子が高校生のときに病気で亡くなっていたため、珠子は天涯孤独の身になった。
ある日、男女1組の客が〈遠山荘〉を訪れる。それは、その少し前に昼間からところ構わず身体を寄せ合っていた2人だった。その日の夜、珠子は、客の男女が床をともにしているらしい客室の前で立ち聞きをする。翌朝、客の男、羽賀から女が東京へ帰った、と告げられる。珠子は、昨夜はあれほど睦み合っていたのに、何故、女は帰ってしまったのか、と不思議に思う。珠子は、羽賀に大原を案内することになり、来迎院へ行く。そこで、昼間に女とキスをしているところを珠子が見ていたことに、羽賀は気づいていた、と知らされる。その後、珠子は、羽賀から〈富しば〉のジャムをおすそ分けでもらう。その夜、珠子は羽賀に「あなたに欲情した」といわれ、抱かれる。

### 第2章 弥生――藁
憲仁が亡くなる少し前、憲仁が不倫をして、子どもができたと知らされ、離婚を切り出されるが、珠子は拒否する。それから珠子は、憲仁を恨み始めた。そして、憲仁が亡くなる。憲仁の血液からは微量の睡眠薬が検出されたという。憲仁が睡眠薬を飲まないと眠りにつけないような状態だったとしたら、それは珠子との諍いのせいだろう、と珠子は考え、自分が夫と父を死なせてしまったのだ、と思うようになる。

### 第3章 水無月――紫陽花
来月には大原の名物の赤紫蘇が最盛期を迎えるという日になった。そんなある日、成瀬小梅という女性客がやってくるが、京都のことを知らないというので、珠子が案内することになる。珠子と小梅は、漬物屋の〈志ば久〉などを経由して、三千院へ行く。拝観料を支払おうとする小梅が持っている牡丹の花柄の財布を、珠子はどこかで見たことがあるように思う。三千院に咲く紫陽花から、その花言葉の浮気の話になり、やがて、珠子は小梅が憲仁の元不倫相手だと知る。そして、小梅は憲仁の子どもを妊娠したが、堕ろしたと話す。それでも平然としている小梅を見て、罪悪感はないのだろうか、と不思議に思う。

### 第4章 霜月――紅葉
秋になったある日、羽賀が〈遠山荘〉を訪れる。羽賀は前回の訪問では、憲仁の知り合いであることを珠子に話さなかった。前回訪れたのは、憲仁が結婚することになった女がどのような人かを知りたかったためだという。珠子は、自分の身体が羽賀に抱かれたがっているのに気づいた。しかし、耳をふさぎ、目を閉じて、欲望を殺そうとする。夜、珠子が自分の部屋で寝ようとすると、客室のドアが開き、羽賀が「大原は静かすぎて、ひとりではいられない」と話す。そして、珠子は羽賀に抱かれる。

### 第5章 霜月――嵯峨菊
朝になり、羽賀と別れる時がきた。バス停で羽賀は、憲仁が睡眠薬を常備するほど眠れずに辛かったのは、珠子のせいではなく、小梅と付き合っていた男が憲仁を脅迫していたためだ、と話す。そして、大原は寂しすぎるからと、東京で暮らすことを勧めるが、珠子は首を横に振る。珠子が〈遠山荘〉に戻ると、菜実が来ていて、彼女から「昨日、あのお客さんと寝たやろ」といわれる。バス停で2人が並んでいるのを見て、ただならぬ雰囲気だったから、そう思ったのだという。そして、菜実は「好きな男ができたら、再婚してもええ」と話す。しかし、珠子は「再婚はない」という。

### 最終章 卯月――桜
大原に春が訪れる。羽賀には、抱かれて、それに応えたことで、自分がまだ女なのだということを実感できたため、珠子は感謝している。珠子は、父が大原で一番好きな寺だった寂光院へと向かう。そこで待っていたのは、憲仁の父、白川雅仁だった。雅仁は、憲仁と憲仁の母親を捨てたことに、ずっと罪悪感を持って、苦しんできたという。珠子のほうが、憲仁の父親の消息を探り始めたのだった。珠子は雅仁と話しながら、彼を亡くなった憲仁に重ね合わせる。雅仁は、「どうしてあなたはそんなに悲しそうなんだ。人と会いたくないために大原にいるのなら、それはよくない」と話す。そして珠子は、新たな決意をする。

## 登場人物
平本珠子（ひらもと たまこ）
京都の大原にある民宿〈遠山荘〉を営む。36歳。
菜実（なみ）
〈遠山荘〉で働いている。29歳。
絹子（きぬこ）
菜実の母親。
憲仁（のりひと）
珠子の夫。旧姓は白川。
アヤ
菜実の子ども。
羽賀九郎（はが くろう）
〈遠山荘〉の客。
成瀬小梅（なるせ こうめ）
〈遠山荘〉の客。
川谷（かわたに）
絹子の幼馴染。
白川雅仁（しらかわ まさひと）
憲仁の父。60歳代半ば。